# عباسعلی کدخدایی
عبّاسعلی کدخدایی الیادرانی (زاده ۱۳۴۰ اصفهان) حقوقدان ایرانی و استاد تمام دانشگاه تهران است. وی عضو حقوقدان شورای نگهبان، رئیس پژوهشکده شورای نگهبان از مرداد ۱۳۹۹ و عضو حقیقی مجمع تشخیص مصلحت نظام است. 
وی از تیر ۱۳۹۵ تا تیر ۱۴۰۰ و پیش‌تر از آبان ۱۳۸۴ تا تیر ۱۳۹۲ مسئولیت سخنگویی شورای نگهبان را بر عهده داشت. کدخدایی پیشتر، از سال ۱۳۸۰ تا ۱۳۸۶ و از سال ۱۳۸۸ تا ۱۳۹۲ نیز عضو شورای نگهبان (در دوره‌های چهارم، پنجم و ششم)، و از ۱۳۹۷ تا ۱۳۹۹ (دوره هفتم) قائم‌مقام دبیر شورای نگهبان و معاون اجرایی و امور انتخابات شورای نگهبان بوده‌است. دوره قانونی کدخدایی و دو عضو دیگر در تیر ۱۳۹۲ به پایان رسید و وی با کم آوردن تنها یک رأی در مجلس شورای اسلامی نتوانست مجدداً حقوقدان شورای نگهبان بماند. وی در تیر ۱۳۹۵ مجدداً از سوی مجلس به عضویت شورای نگهبان انتخاب شد. وزارت خزانه‌داری آمریکا در ۲۰ فوریه ۲۰۲۰ وی را به‌دلیل جلوگیری از انتخابات آزاد در ایران در فهرست تحریم‌های خود قرار داد.

## زندگی
کدخدایی پس از اتمام تحصیل در وزارت سپاه پاسداران مشغول به کار شد و پس از پایان جنگ ایران-عراق جهت ادامه تحصیل به انگلستان بورسیه گردید و کارشناسی ارشد و دکتری در حقوق بین‌الملل را از دانشگاه هال انگلستان اخذ کرد.
در زمان ریاست علی لاریجانی بر سازمان صدا و سیما، وی به همراه سید قاسم زمانی، محمد شریف و غلامرضا رفیعی اولین مطالعات حقوقی در زمینه ماهواره‌ها و پخش مستقیم آنها را در دفتر مطالعات حقوقی اداره کل حقوقی سازمان و تحت مدیریت قربانعلی مهری انجام دادند که حاصل آن سه جلد کتاب می‌باشد.
وی عضو هیئت علمی و استاد تمام گروه حقوق عمومی دانشکده حقوق و علوم سیاسی دانشگاه تهران است. او رئیس پژوهشکده شورای نگهبان و پس از آن رئیس هیئت تطبیق مصوبات دولت با قوانین نیز بود. وی مقالات بسیاری در زمینه حقوق اساسی و حقوق بین‌الملل در نشریات تخصصی حقوق به چاپ رسانده‌است.
کدخدایی در تاریخ ۲۹ خرداد ماه ۱۳۹۵ طی حکمی از سوی احمد جنتی به عنوان مشاور و رئیس حوزه ریاست مجلس خبرگان رهبری انتخاب شد.
وی در مرداد ۱۳۹۰ با حكم سید علی خامنه‌ای به عضويت هيئت عالی حل اختلاف قوا و تنظيم روابط قوای سه گانه درآمد و اين مسئوليت در سال ۱۳۹۵ مجددا تمديد شد.

## تحریم
وزارت خزانه‌داری آمریکا در ۲۰ فوریه ۲۰۲۰ عبّاسعلی کدخدایی را به همراه چهار عضو دیگر شورای نگهبان به‌دلیل جلوگیری از انتخابات آزاد در ایران تحریم شد.